# Universität Nordostchinas
Koordinaten: 41° 45′ 42,3″ N, 123° 24′ 58,8″ O
Die Universität Nordostchinas (chinesisch 東北大學 / 东北大学, Pinyin Dōngběi Dàxué), im englischen Sprachraum bekannt als Northeastern University, NEU, ist eine chinesische Universität in Shenyang.

## Geschichte
Die Planungs- und Bauarbeiten für die Universität wurden in den Jahren 1921 und 1922 von dem in Tientsin ansässigen österreichischen Architekten Rolf Geyling geleitet. Die Gründung erfolgte im Jahr 1923.
Sie hatte im Jahr 2011 über 20.000 Studenten. Die Universität wurde im Rahmen des Projekts 211 und des Projekts 985 gefördert.